# Bătălia de la Lübeck
Bătălia de la Lübeck a avut loc la 6 noiembrie 1806 între armata franceză sub comanda lui Joachim Murat și armata prusacă comandată de Gebhard von Blücher. Lupta a avut loc la Lübeck, Germania, și a fost o victorie decisivă pentru armata franceză în timpul războaielor napoleoniene. După o înfrângere în fața lui Napoleon în bătălia de la Jena, armata prusacă s-a retras pe malul estic al râului Elba și a încercat să ajungă la râul Oder în nord-est. Încercarea lor de a ajunge pe râul Oder a fost blocată de armata lui Napoleon, care i-a forțat să se întoarcă și să se îndrepte spre vest. Pe măsură ce armata prusacă se îndrepta spre vest, ei au decis să se confrunte cu dușmanii lor în orașul neutru Lübeck. Lupta a urmat atunci când francezii i-au copleșit pe prusaci și le-au provocat pierderi grele. Trupele franceze au provocat pierderi masive orașului prin jaf, viol și uciderea civililor.